# HMS Tamarisk (1941)
«Томбазис» (греч. ΒΠ Τομπάζης), ранее HMS Tamarisk — греческий корвет типа «Флауэр», бывший британский HMS Tamaris. Один из четырёх корветов этого типа, переданных Греции во время Второй мировой войны.
Назван в честь Яковоса Томбазиса (греч. Ιάκωβος Τομπάζης, 1782—1829) — известного торговца и судовладельца, первого командующего повстанческим флотом в годы Освободительной войны Греции 1821—1829 годов.

## Служба
В ноябре 1943 года командование корветом принял коммандер Георгиос Панайотопулос. «Томбазис» обеспечивал проводку конвоев в Атлантике и принял участие в высадке сил союзников в Нормандии совместно с однотипным греческим корветом «Криезис». В течение первых 20 дней высадки «Томбазис» провёл 7 конвоев из Портсмута в Нормандию.
С 25 июня по 7 июля 1944 года «Томбазис» провёл 7 конвоев по маршруту Уэльс — полуостров Корнуолл, после чего до 10 августа провёл ещё 9 конвоев из Портсмута в Нормандию.
«Томбазис» также принял участие в десантных операциях в южной Франции.
В 1952 году возвращён Великобритании, и в том же году разобран.